# CNRS (elektronika)
CNRS (ang. Complementary Noise Reduction System) – komplementarny układ redukcji szumów, odpowiednik układu Dolby B, zastosowany pierwszy raz w magnetofonie ZRK M601SD „Marcin”, opracowany przez Sanyo. Później, w magnetofonach ZRK stosowano nowszą wersję – CNRS2. Zadaniem tego układu było zredukowanie szumów w magnetofonach kasetowych i szpulowych.